# Barrio Río Morales
Barrio Río Morales es una comunidad en el municipio de San Miguel Peras en el estado de Oaxaca. Barrio Río Morales está a 2244 metros de altitud.

## Geografía
Está ubicada a 16° 32' 44.88" latitud norte y 97° 0' 2.52" longitud oeste.

## Población
Según el censo de población de INEGI del 2010: la comunidad cuenta con una población total de 322 habitantes, de los cuales 176 son mujeres y 146 son hombres. Del total de la población 10 personas hablan alguna lengua indígena.

## Ocupación
El total de la población económicamente activa es de 75 habitantes, de los cuales 66 son hombres y 9 son mujeres.